# 剗の海
剗の海 / 剗海（せのうみ）は、9世紀半ばまで日本の富士山北麓にあった湖である。
また、さらに古く紀元前3000年以前にあった巨大な湖は、現在、古剗の海（こせのうみ）と呼ばれている。

## 概要
剗の海（当時の表記：剗海）はかつて富士山の北麓で東西にわたって広大な面積を有していたが、貞観6年（864年）に起こった富士山の大噴火（貞観大噴火）の際、おびただしい量の溶岩流によって大部分が埋まってしまった。現在、富士五湖に名を連ねる西湖と精進湖は、剗の海の一部が埋まらずに残ったものである。
このときの様子は、延喜元年（901年）に成立した公式史書である『日本三代実録』の「貞観6年7月17日」（ユリウス暦864年8月22日）に甲斐国国司から京の朝廷に届けられた報告（貞観大噴火についての第2報）として以下の内容が記されており、
溶岩流が本栖湖と剗の海の2湖に流入したこと、多くの民家が溶岩流に呑み込まれてしまったこと、溶岩の別の流れは河口湖方面へ向かっていること、係る天変地異の前には大きな地震を始めとする様々な変事があったこと、などを伝えている。
また、この火山活動によって生まれた溶岩原の上にやがて形成（植生遷移）されていった森林地帯が、今日も見られる青木ヶ原樹海である。

## 古剗の海
より古く紀元前3000年以前には本栖湖と「剗の海」とが繋がっていたことが分かっており、この巨大な湖には現代の研究者によって古剗の海の名が与えられている（縄文時代にあたる当時の呼称は今に伝わっていない）。

## 呼称
剗海（せのうみ）の記録は平安時代の史書『日本三代実録』に見られる。この書において「湖」は「水海」であって「本栖湖」は「本栖海」、河口湖も「河口海」であるから、同じ感覚で剗海を現代日本語の形に変えるなら、「剗湖」もしくは「剗の湖」ということになる。つまり、特別に大きかったがゆえに「海」という字が当てられていたわけではない。
剗の字義は、「削る」「平らにする」などとするのが一般的であるが、9世紀に「関所」の意味で用いた例（「白河菊多両剗」「白河菊多剗守六十人」等）がある。「淺（浅）」と同系である。